# Wespi-Mühle

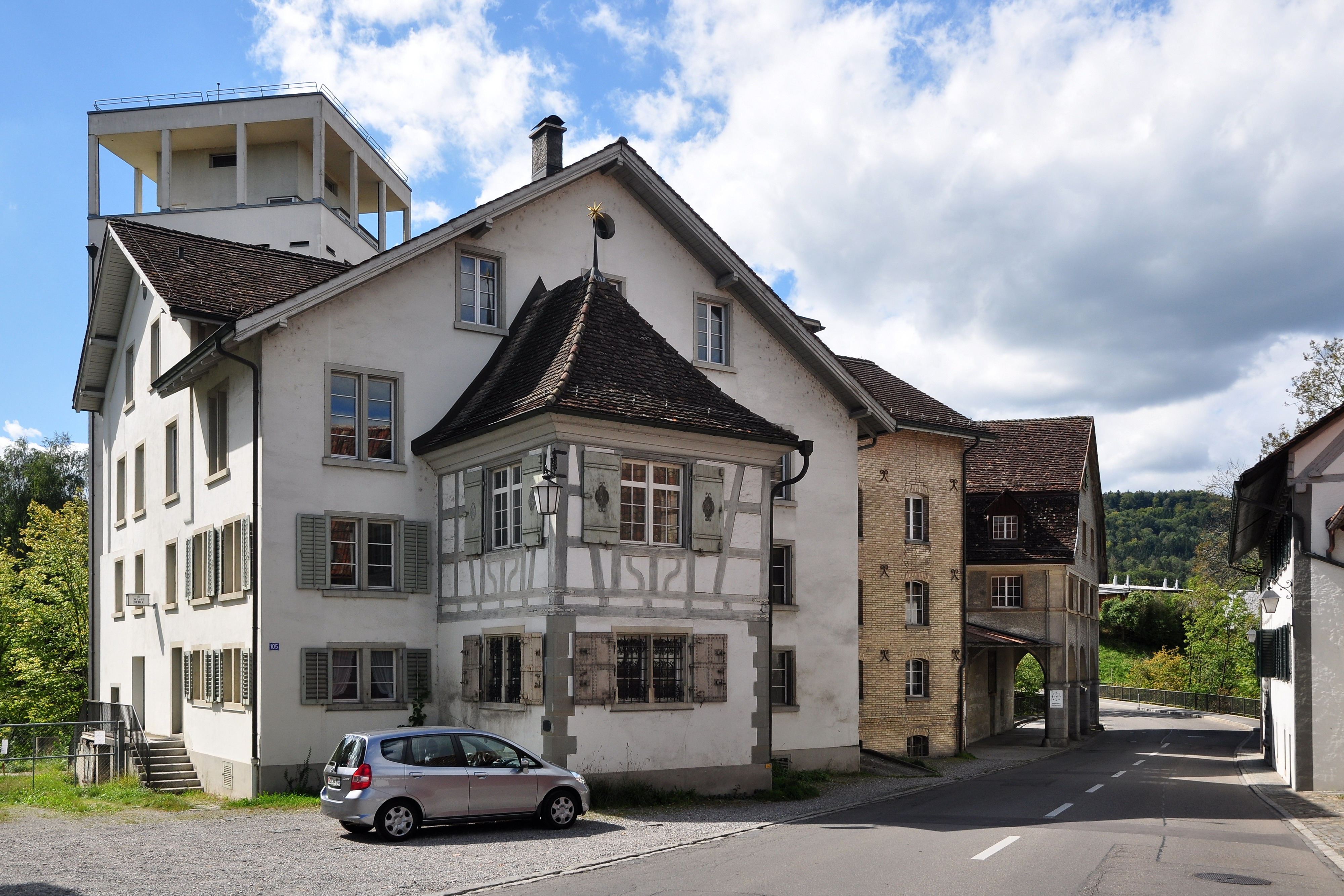
Die Wespimühle

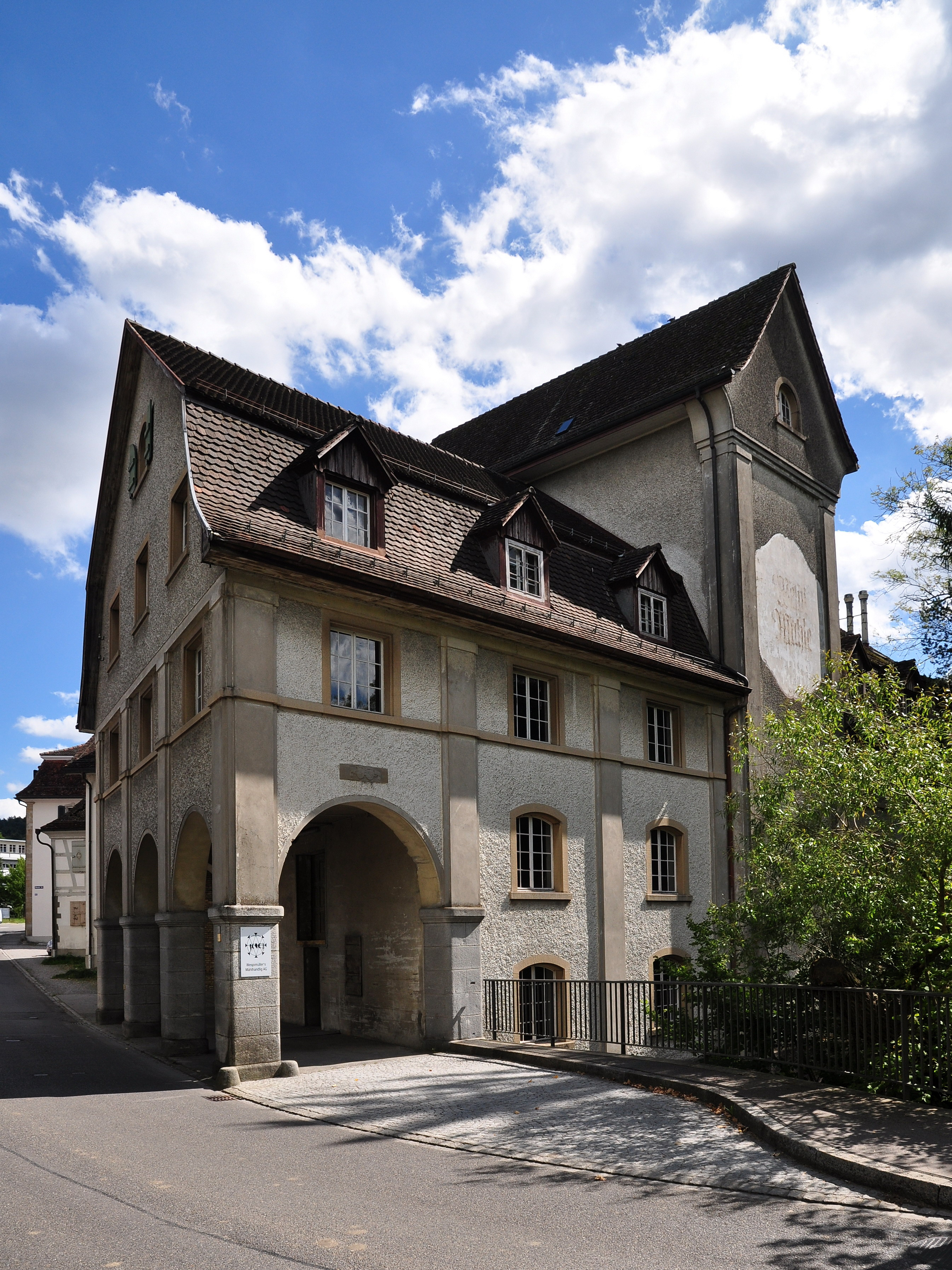
Mühlengebäude mit Turbinenhaus

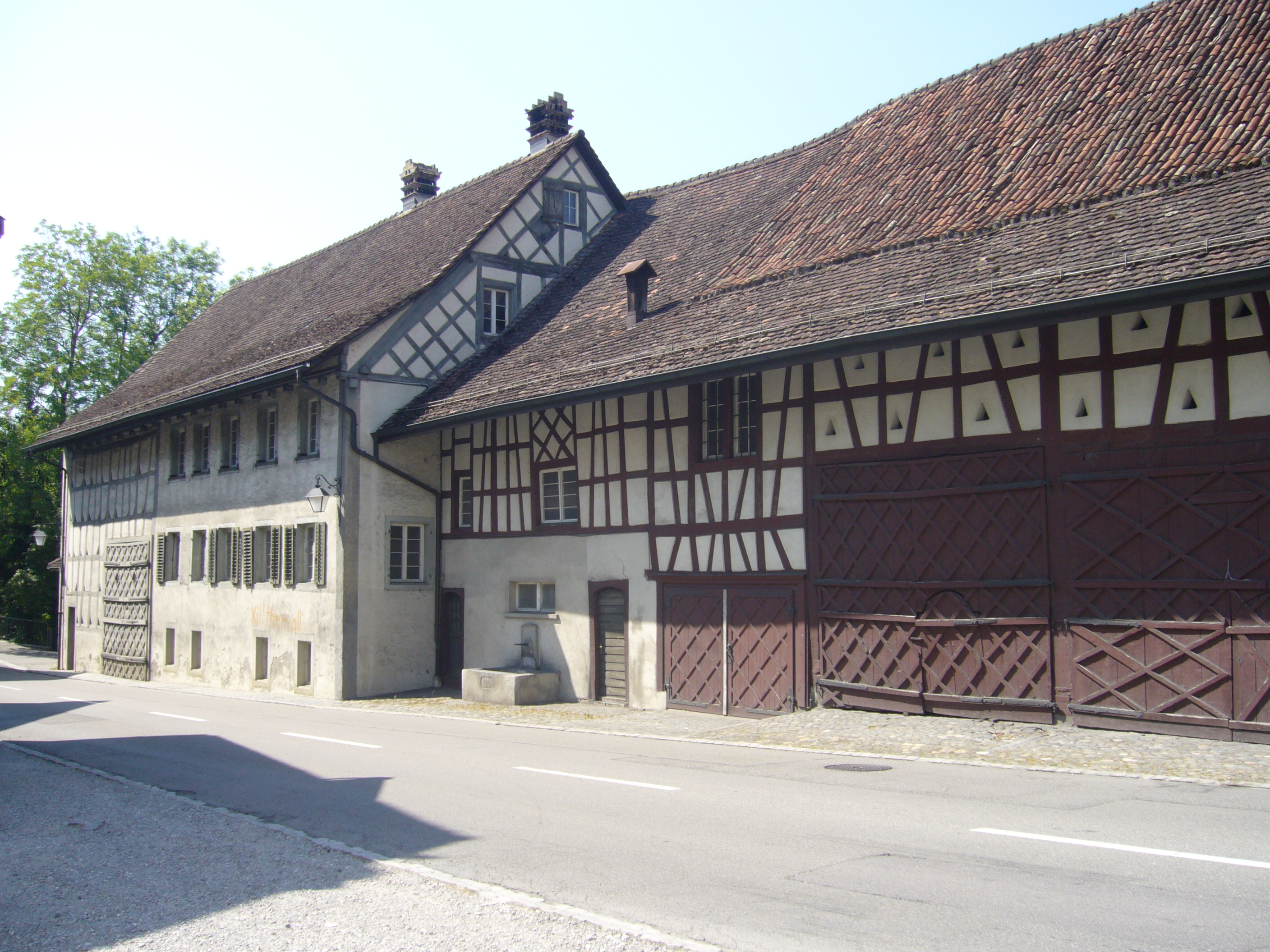
Wohnhaus von 1784 und die angebaute Scheune

Die Wespi-Mühle ist eine ehemalige Getreidemühle im Winterthurer Stadtkreis Wülflingen am mittleren Winterthurer Wasserfall der Töss. Sie wird vom Bund als Gesamtensemble in der Liste der Kulturgüter von nationaler Bedeutung im Kanton Zürich geführt, wobei jedes Gebäude als Denkmal von regionaler Bedeutung beim Kanton unter Denkmalschutz steht.

## Geschichte
Um 1428 ist die Mühle als «Zum Steg an der Töss» nachgewiesen, als sie Herzog Friedrich von Österreich erwarb. Im 16. Jahrhundert wurde der Mühlenbann eingeführt, der der Mühle ein Monopol verlieh und sie vor Konkurrenz schützte. 1552 wird als Besitzer die zweite Generation der Familie Erb erwähnt, von 1588 bis 1598 ist ein Alban Erb als Besitzer bekannt.
Ab 1650, als Hans Bodmer die Mühle kaufte, wurde sie 200 Jahre lang von Vertretern der Familie Bodmer geführt und erhielt dadurch den Beinamen «Bodmermühle». Die Besitzer der Mühle lassen sich seither mittels der steinernen Inschriftentafeln ermitteln, die über den Bögen am Mühlengebäude angebracht sind. Um 1854 wurde Ulrich Schwarz Besitzer; 1883 erhielt die Mühle durch den neuen Besitzer Heinrich Wespi-Schollenberger ihren heutigen Namen. Die Mühle, die sich zuletzt auf Spezialmehle spezialisiert hatte, ging 1997 in Konkurs und wurde vom Bauunternehmen Leemann + Bretscher L+B HGV AG übernommen.
Der Mühlebetrieb ging bis Frühling 2010 weiter. Danach wurde kein Nachfolger für die in der vierten Generation von den Müllerfamilien Wespi bzw. Hablützel geführte Mühle gefunden, die sich kaum noch wirtschaftlich betreiben liess. Leemann + Bretscher liessen in die verschiedenen Gebäude der Anlage Wohnungen einbauen. Der 2005 gegründete Verein  «Pro  Wespimühle», der den traditionellen Mühlebetrieb aufrechterhalten wollte, hat sich im November 2017 aufgelöst. Ein geplanter Totalumbau der Mühle scheiterte bisher an der kantonalen Denkmalpflege.

## Umfang des Gebäudeensembles
Das Gebäudeensemble besteht aus einem Wohnhaus mit Mühle, das bereits vor 1784 entstand, sowie zwei weiteren 1780/82 (Müllerhaus mit Mansarddach) und 1784 erbauten Wohnhäusern. Dazu kommt das Mühlengebäude mit Turbinenhaus, eine Scheune, die beim Wohnhaus von 1784 angebaut ist, und ein Silo von 1932. Neben dem vollständig erhaltenen Gebäudeensemble hat die Wespi-Mühle auch eine original erhaltene, funktionierende Maschinerie aus der Zeit um 1892.
Kleinwasserkraftwerk Wespimühle

Das Wasser der Töss wird durch den offenen Oberwasserkanal und über ein kurzes Druckrohr auf die axiale Kesselturbine des Tösskraftwerks geleitet. Die Kraftübertragung auf den Asynchrongenerator erfolgt über ausgeklügelte Wellen- und Winkelgetriebe, die aus Guss- und Holzkammrädern bestehen. Die Putzerei und Müllerei wurden teilweise direkt über Triebriemen betrieben. Die 90 PS starke, axiale Henschel-Joval/Girard-Kesselturbine, die die früheren Wasserräder ersetzte, wurde 1893 von Rieter gebaut und gilt als eine der letzten betriebsfähigen dieser Art. Der Asynchrongenerator aus dem Jahr 1930 stammt von der Société d’Electricité Alioth.
2002 hat die Stiftung Revita eine neue Steuerung für die Turbinen- und Netzüberwachung installiert. Seither kann das Kleinwasserkraftwerk der Mühle gegen 500 kWh Strom pro Tag ins öffentliche Netz der Städtischen Werke Winterthur (StWW) einspeisen, womit rund 40 Einfamilienhäuser mit Ökostrom versorgt werden können.

## Trivia
- Im Müllerhaus in der Wespi-Mühle lebte Jakob Christoph Heers Jugendliebe Ida «Friedli» Steinemann (1859–1876). Die Beziehung zu ihr beschrieb Heer im 1902 erschienenen Jugendroman Joggeli.